# ウタイターニー県

ウタイターニー県
จังหวัดอุทัยธานี

- この項目は英語版を元に作成されています。

ウタイターニー県（ウタイターニーけん、タイ語:จังหวัดอุทัยธานี）は、タイ・北部の県（チャンワット）の一つ。ナコーンサワン県、チャイナート県、スパンブリー県、カーンチャナブリー県、ターク県と接する。

## 地理
チャオプラヤー川を中心に県が広がっている。
ターク県との県境にはフワイ・カーケン野生生物保護区があり、ユネスコの世界遺産（自然遺産、トゥンヤイ-フワイ・カーケン野生生物保護区）に登録されている。

## 歴史
ウタイターニー県は元々モン族やラワ族が住んでいた土地である。スコータイ王朝時代になってターオ・マハープロムと呼ばれる有力者によって現在のウタイターニー県地域にタイ人の入植が行われたと地元のタムナーン（歴史書）は伝えている。このときこの地域に着けられた名前は名称はムアン・ウータイ（タイ族のゆりかご）であった。このターオ・マハープロムに始まるタイ族の入植は県内を流れる川の水流が変わったため投げ出され、いったんこの地は見捨てられた。しかし、後のアユタヤ王朝時代には、カレン族がここへ入植。そのリーダーであるパタブートという人物によって貯水池が建設され、一大農業地としてウタイターニーは発展を遂げた。この後地域は、ムアン・ウータイがなまってこのムアン・ウタイと呼ばれることになる。
アユタヤ王朝後期になると、ビルマ軍のアユタヤ王朝進入が活発化し、ビルマ軍の進入経路の途上にあったムアン・ウタイは軍事要所としての重要性を増した。このときアユタヤ宮中では、プラ・ポンソンクラームとプラ・インタラデートという二人の武人がこの地域の警備役に任命された（ただし、二人の赴任先は現在のターク県ウムパーン郡である）。後のエーカートッサロットの時代には現在の名称であるウタイターニーと改められウタイの綴りもサンスクリット風に改められた。このため現在のウタイターニーという名前は「夜明けの町、始まりの町」を意味する。
アユタヤ王、ターイサの時代には、トーンダムというモン族でアユタヤ王朝の官吏であった人物が移住してきた。この息子はトーンディーと言い、ラーマ1世の父親に当たる人物である。後のチャクリー王朝初期にはラーマ1世の父親ゆかりの地ということから、ウタイターニーはやや開発がなされた。1892年、ウタイターニーはモントン・ナコーンサワンに加えられ、その後1898年に県として独立した。

## 県章
県章にデザインされている建物は後ろにデザインされているサケークラーン山の頂上にあるワット・カオサケークランにある建造物である。ラーマ1世の父・トーンディーの像が中にある。県旗には県章が中央にデザインされている。県旗の上部黄色は王権を表す金の色であり、チャクリー王朝の色である。下部緑色はタイの太陰暦によるラーマ1世の誕生色である。下の文字は「ウタイターニー県」を意味する。
県木はインドセンダン (ต้นสะเดา, Azadirachta indica)、県花はキバナワタモドキ (ดอกสุพรรณิการ์, Cochlospermum gossypium)である。

## 行政区分
ウタイターニー県は8の郡（アムプー）に分かれ、その下に70の町（タムボン）と589の村（ムーバーン）がある。
| ウタイターニー県の郡 | 1. ムアンウタイターニー郡 2. タップタン郡 3. サワーンアーロム郡 4. ノーンチャーン郡 5. ノーンカーヤーン郡 6. バーンライ郡 7. ラーンサック郡 8. フワイコット郡 |